# Rơ Ô Cheo
Rơ Ô Cheo (sinh năm 1952) là một sĩ quan trong Quân đội nhân dân Việt Nam, hàm Thiếu tướng, nguyên Phó Tư lệnh Quân khu 5 (2007-2013).

## Thân thế và binh nghiệp
Rơ Ô Cheo sinh năm 1952 tại địa phận H2, tỉnh Đắk Lắk (nay là xã Ia Rsai, huyện Krông Pa, tỉnh Gia Lai).
Ông trực tiếp tham gia chiến đấu từ năm 1967 cho đến ngày giải phóng không dưới 100 trận. Tháng 3 năm 1975, ông thuộc Đại đội 303 của Đắk Lắk. Trong suốt những năm từ 1976 đến năm 1979, ông cùng đơn vị mình (bấy giờ là Tiểu đoàn 303-Bộ chỉ huy quân sự tỉnh Đắk Lắk) lại lao vào cuộc chiến chống lại quân phản động từ Ayun Pa đến tận Buôn Hồ, Ea Súp.
Tháng 5 năm 1980, ông học văn hóa tại Trường Văn hóa Quân khu 5 (Quy Nhơn) và tiếp đó là lớp tiểu đoàn tại Trường Quân sự Quân khu 5 (Đà Nẵng).
Năm 1983, ông về công tác ở Tiểu đoàn 6-Bộ chỉ huy quân sự tỉnh Gia Lai-Kon Tum với chức vụ Tiểu đoàn trưởng, cấp bậc Đại úy.
Tháng 10 năm 1986, ông làm Phó chỉ huy-Tham mưu trưởng Huyện đội Krông Pa, tỉnh Gia Lai. Tháng 5 năm 1989, ông được bổ nhiệm giữ chức Chỉ huy trưởng Huyện đội Krông Pa, tỉnh Gia Lai.
Tháng 7 năm 1997, ông là Phó chỉ huy trưởng Bộ Chỉ huy Quân sự tỉnh Gia Lai. Tháng 4 năm 2006, ông được bổ nhiệm làm Chỉ huy trưởng Bộ Chỉ huy Quân sự tỉnh Gia Lai.
Tháng 2 năm 2007, ông được bổ nhiệm giữ chức Phó Tư lệnh Quân khu 5, hàm Thiếu tướng.
Tháng 8 năm 2013, ông nghỉ hưu.
Rơ Ô Cheo được phong quân hàm Thiếu tá năm 1986, Trung tá năm 1990, Thượng tá năm 1994, Đại tá năm 1998 và quân hàm Thiếu tướng năm 2007.